# Metopia cubitosetigera
Metopia cubitosetigera är en tvåvingeart som beskrevs av Thomas Pape 1987. Metopia cubitosetigera ingår i släktet Metopia och familjen köttflugor. Inga underarter finns listade i Catalogue of Life.